# 予備役ブルーリボンの会
予備役ブルーリボンの会（よびえきブルーリボンのかい、英: The Reservists' Blue-Ribbon Association、RBRA）は、北朝鮮による日本人拉致被害者救出のために貢献することを目的とする民間団体。会員は退職自衛官、即応予備自衛官、予備自衛官、予備自衛官補。
「北朝鮮に拉致された日本人を救出するのは、明らかに「軍」の任務であるはず」とし、「自らの力で被害者を救出するための努力も含めて、本当の意味で救出に資する具体的な行動を続けて」ゆくとしている。

## 主な会員
- 代表 - 荒木和博（元予備陸曹長　特定失踪者問題調査会代表・拓殖大学海外事情研究所教授）[1]
- 副代表 - 石原ヒロアキ（元1等陸佐・化学防護隊隊長　漫画家）
- 副代表 - 伊藤祐靖（元2等海佐・特別警備隊先任小隊長）[1]
- 幹事長 - 葛城奈海（予備3等陸曹・ジャーナリスト）[1][2]
- 顧問 - 田母神俊雄

## 活動
これまでに複数回、専門家を講師として招いて安全保障問題講習会やシンポジウムを実施している。また、日本文化チャンネル桜の番組「防人の道 今日の自衛隊」に代表の荒木和博が出演し、シンポジウムの模様の放送や北朝鮮による日本人拉致問題の現状や政府の対応を見ながら情報を発信している。YouTubeでは「レブラ君とあやしい仲間たち」という対談番組を毎週放映している。
2015年（平成27年）2月26日には、衆議院第1議員会館にて「拉致被害者救出と自衛隊」と題したシンポジウムを開催し、日本国憲法（主に第9条）が改正されていないケース・されているケース、北朝鮮政府が機能していないケース等、様々な想定のもとに拉致被害者を救出する実践的なシミュレーションを提示し、来場者と議論を交わした。
2015年（平成27年）6月27日のシンポジウムでは、横田めぐみの両親である横田滋・早紀江夫妻ら北朝鮮による拉致被害者家族・特定失踪者家族を招き、救出シミュレーションを展開した。
2021年（令和3年）12月10日のシンポジウムでは、「拉致被害者救出は現憲法下で可能か」をテーマとし、東洋学園大学客員教授・元空将の織田邦男、前統合幕僚長の河野克俊、特定失踪者家族会事務局長の竹下珠路が拉致被害者救出を訴え、憲法上の課題を指摘した。
2023年（令和5年）7月8日のシンポジウムでは、「よそのくにから考える拉致被害者救出」をテーマとし、幹事である西村日加留（元大阪府議会議員）などによる戯曲「よそのくに」の朗読劇、元海上自衛隊P3Cパイロットの將司覚、評論家の三浦小太郎によるパネルディスカッションなどを行った。「よそのくに」は、元飲食店店員拉致容疑事案の被害者をモデルに野村勇が執筆した戯曲である。